# Осиновка (Єврейська автономна область)
Осиновка (рос. Осиновка) — село у Смідовицькому районі Єврейської автономної області Російської Федерації.
Орган місцевого самоврядування — Приамурське міське поселення. Населення становить 20 осіб (2010).

## Історія
Згідно із законом від 26 листопада 2003 року органом місцевого самоврядування є Приамурське міське поселення.

## Населення
| 2002 | 2010 |
| ---- | ---- |
| 13   | ↗20  |